# تریمبل (میزوری)
تریمبل (به انگلیسی: Trimble) یک شهر در ایالات متحده آمریکا است که در شهرستان کلینتون، میزوری واقع شده‌است. تریمبل ۱٫۲۹ کیلومتر مربع مساحت و ۶۴۶ نفر جمعیت دارد و ۲۸۵ متر بالاتر از سطح دریا واقع شده‌است.